# Narciso (mitología)

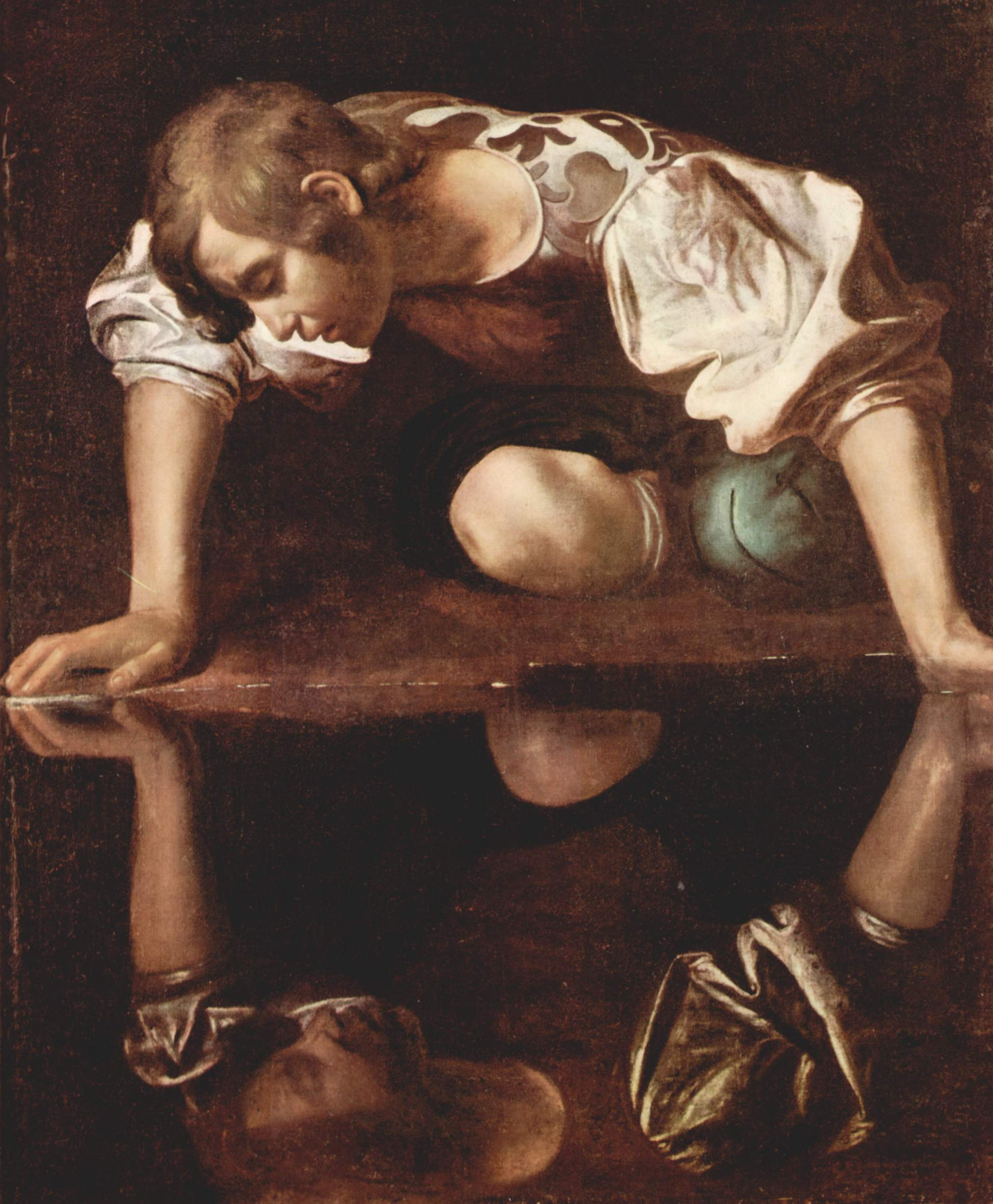
Óleo en lienzo atribuido en 1913 a Caravaggio

En la mitología griega, Narciso (en griego, Νάρκισσος) era un joven con una apariencia bella, hermosa y llamativa. Unos dicen que era hijo del dios fluvial Cefiso y la «azul Liríope», de la que se presupone una de las ninfas. Otros refieren que Selene y Endimión fueron sus padres. Se dice que todos los hombres y las mujeres quedaban enamorados de Narciso, pero este los rechazaba. Entre las jóvenes heridas por su amor estaba la ninfa Eco, quien había disgustado a la diosa Hera y por ello esta la había condenado a repetir las últimas palabras de aquello que se le dijera. Por tanto, era incapaz de hablar a Narciso de su amor, pero un día, cuando él estaba caminando por el bosque, ella lo siguió. Cuando él preguntó «¿Hay alguien aquí?», Eco respondió: «Aquí, aquí». Incapaz de verla oculta entre los árboles, Narciso le gritó: «¡Ven!». Después de responder, Eco salió de entre los árboles con los brazos abiertos. Narciso cruelmente se negó a aceptar su amor, por lo que Eco, desolada, se ocultó en una cueva y allí se consumió hasta que solo quedó su voz.
Para castigar a Narciso por su engreimiento, Némesis hizo que se enamorara de su propia imagen reflejada en un estanque. En una contemplación absorta, incapaz de separarse de su imagen, acabó arrojándose a las aguas. En el sitio donde su cuerpo había caído, creció una hermosa flor, que hizo honor al nombre y la memoria de Narciso.

## Versión grecolatina

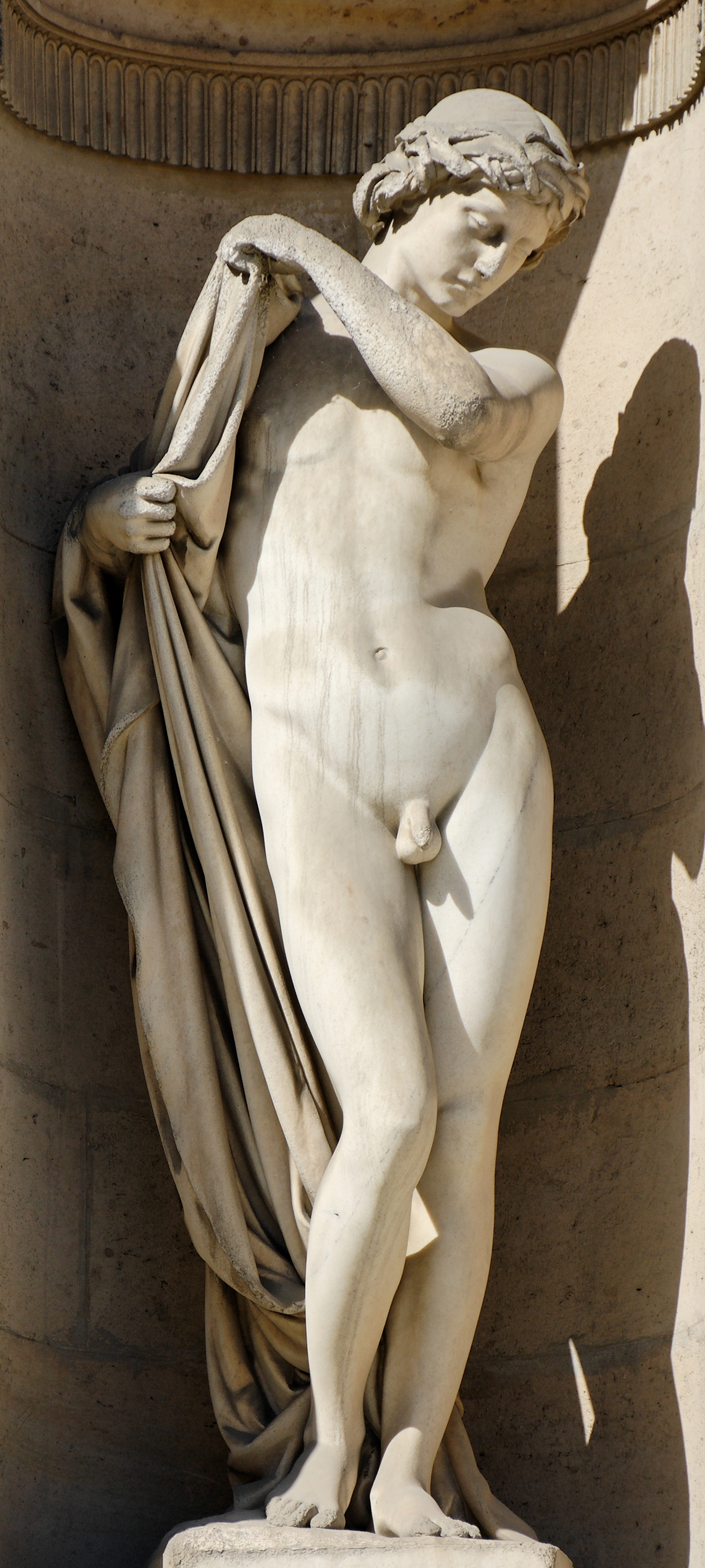
Narcisos, de Paúl Dubios (1866)

Se trata una historia moral en la que el orgulloso e insensible Narciso es castigado por los dioses por haber rechazado a sus pretendientes. Se cree que es una historia moralizante dirigida a los adolescentes griegos de la época. Hasta hace poco la única fuente de esta versión era un fragmento de la Descripción de Grecia de Pausanias (9.31.7), 150 años posterior a Ovidio. Una versión muy similar fue descubierta en el llamado Papiro de Oxirrinco en el año 2004, una versión muy anterior a la de Ovidio en al menos unos cincuenta años.
En la historia helénica, el joven Aminias ama a Narciso pero este lo rechaza cruelmente. Como una forma de burlarse de Aminias, Narciso le entrega una espada, que Aminias utiliza para suicidarse ante las puertas de la casa de Narciso, mientras suplica a la diosa Némesis que Narciso un día conozca el dolor del amor no correspondido. Se cree que esta maldición se cumple cuando Narciso se enamora de su propia imagen reflejada en un estanque e intenta seducir al hermoso joven sin darse cuenta de que se trata de él mismo hasta que intenta besarlo. Entristecido de dolor, Narciso se suicida con su espada, y su cuerpo se convierte en una flor, a la cual se llamó Narciso.

## Versión romana

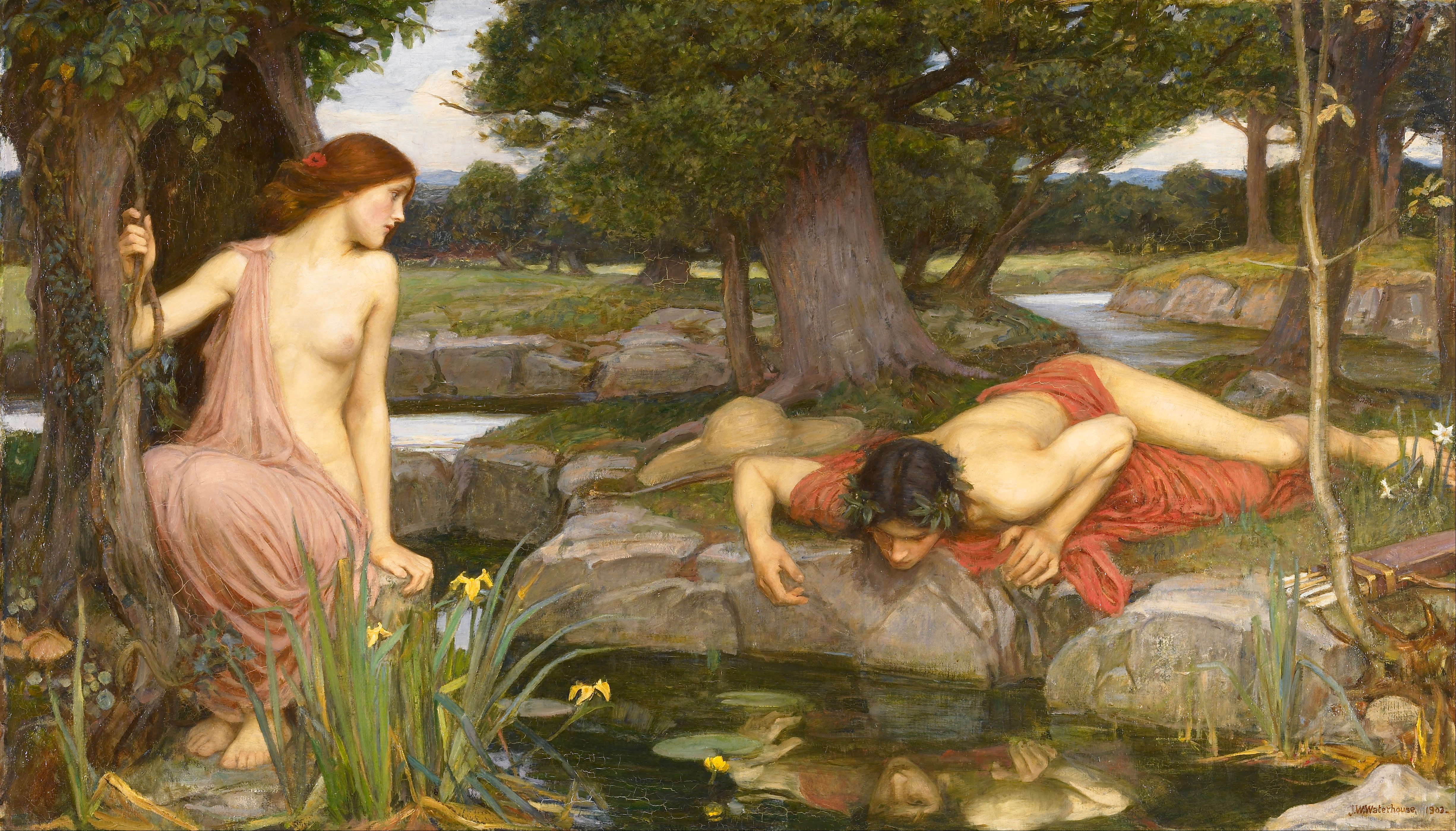
Eco y Narcisos, pintura de John William Waterhouse (1903)

La versión romana es considerada la clásica. En ella, Ovidio cuenta que la ninfa Eco se enamora de un vanidoso joven llamado Narciso, hijo del Cefiso y de Liríope de Tespias.
Preocupada por el bienestar de su hijo, Liríope decidió consultar al vidente Tiresias sobre el futuro de su hijo. Tiresias le dijo a la ninfa que Narciso viviría hasta una edad avanzada mientras nunca se conociera a sí mismo.
Un día, mientras Narciso estaba cazando ciervos, la ninfa Eco siguió sigilosamente al hermoso joven a través de los bosques, ansiando dirigirse a él pero siendo incapaz de hablar primero, ya que la diosa Hera la había maldecido a solo poder repetir la última palabra de lo que otros decían. Cuando finalmente Narciso escucha sus pasos detrás de él, pregunta: "¿Quién está ahí?", a lo que Eco responde: "ahí". Y continuaron hablando así, pues Eco únicamente podía repetir lo último que otros decían, hasta que la ninfa se mostró e intentó abrazar a su amado. Sin embargo, Narciso la rechazó y le dijo vanidosamente que lo dejara en paz, y se marchó repudiándola. Eco quedó desconsolada y pasó el resto de su vida en soledad, consumiéndose por el amor que nunca conocería, hasta que solamente permaneció su voz.
Por lo que se refiere a Narciso, un día engañado por Némesis, se acercó a un arroyo. Al verse reflejado en las aguas, la visión de su vanidad y lozanía lo atrapó en un castigo sin fin: por miedo a dañarlo no lo tocaba y era incapaz de dejar de mirarlo. Finalmente, Se dice que Narciso se suicida al no poder tener el objeto de su deseo. Y donde su cuerpo yacía, creció una flor que llevaría su nombre: el narciso. 

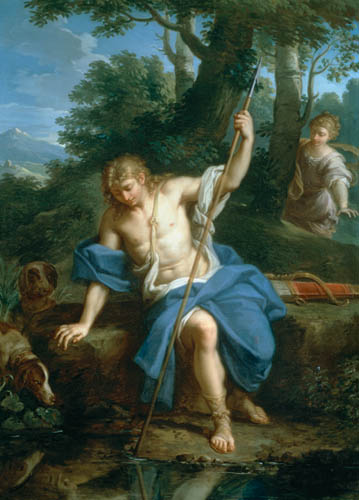
Eco y Narciso, pintura de Placido Costanzi

En algunas versiones, sin duda influidas por la versión helénica, se dice que otra mujer que también había sido rechazada por Narciso, en un acto de celos al verlo hablar con otra mujer que parecía cercana a él, rezó a la diosa Némesis para que lo castigara. En otras versiones se dice que Narciso es atormentado en el Inframundo contemplando un reflejo que no corresponde a su amor.